# Listă de filme franceze din 1916
Aceasta este o listă de filme franceze din 1916:
| Titlu                      | Regizor         | Actori      | Gen       | Note |
| -------------------------- | --------------- | ----------- | --------- | ---- |
| Abrégeons les formalités   |                 |             |           |      |
| Accusée                    |                 |             |           |      |
| L'Affaire du Grand-Théâtre |                 |             |           |      |
| Aline ou la double vie     |                 |             |           |      |
| Alsace                     |                 |             |           |      |
| L' Ambition de Suzon       |                 |             |           |      |
| Judex                      | Louis Feuillade | René Cresté | Adventure |      |